# Восстание Абд аль-Кадира

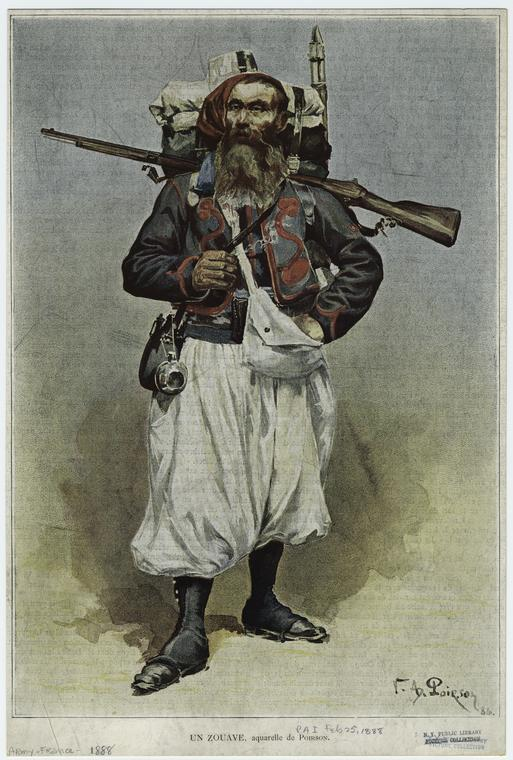
Солдат французских колониальных войск

Восстание Абд аль-Кадира — народное восстание в Алжире против французов в 1832—1847 годах под руководством эмира Абд аль-Кадира.
Предпосылкой восстания стало начало колонизации французами территории современного Алжира в 1830 году. Восстание было начато арабо-берберскими племенами провинции Оран в мае 1832 года. Одним из лидеров восстания стал Абд аль-Кадир. Абд аль-Кадир сумел преодолеть раздробленность разных социальных групп и несколько племён провозгласили его эмиром. В ходе сопротивления восставшие создали объединённое государство (эмират) со столицей в Маскаре. Война оказалось крайне упорной и кровопролитной, французы потерпели ряд поражений и были вынуждены заключить в феврале 1834 года мирный договор.
В 1835 году война возобновилась, но французы вновь были разбиты, и в мае 1837 года был заключён очередной мирный договор, по которому Франция признала власть Абд аль-Кадира на большей части Западного Алжира. 1837—1838 годы стали высшей точкой расцвета эмирата Абд аль-Кадира. Экономика эмирата была милитаристской из-за необходимости противостоять дальнейшему вторжению французов. Усиленно развивалась военная промышленность: созданы сабельные, ружейные, литейные, пушечные и пороховые предприятия. В эмирате, наряду с ополчением племён, была организована регулярная армия, создано несколько линий обороны. Во время перемирия Абд аль-Кадиром были проведены реформы: административная, разделившая эмират на несколько областей; экономическая, направленная на перераспределение доходов в обществе; судебная и налоговая. Государство Абд аль-Кадира выпускало собственную валюту.
18 октября 1838 года французы нарушили мирный договор 1837 года. Французская армия овладела городом Константина, а к 1843 году захватила большую часть территории эмирата, ослабленного изменами крупных феодалов. Абд аль-Кадир укрылся на территории соседнего Марокко, власти которого также участвовали в сопротивление французским войскам. Однако они тоже потерпели поражение и были вынуждены выслать Абд аль-Кадира из страны. В 1845 году в Алжире началось новое восстание, которое возглавил возвратившийся из изгнания Абд аль-Кадир. В 1847 году повстанцы были разбиты. 22 декабря 1847 года Абд аль-Кадир сдался в плен генералу Ламорисьеру и герцогу Омальскому и был отправлен во Францию.

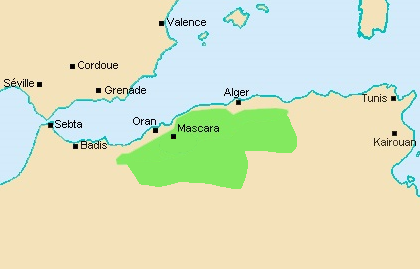
Территория государства Абд аль-Кадира